# Takenori Hayashi
Takenori Hayashi (jap. 林 丈統 Hayashi Takenori; ur. 14 października 1980) – japoński piłkarz występujący na pozycji napastnika.

## Kariera klubowa
Od 1999 do 2013 roku występował w klubach JEF United Chiba, Kyoto Sanga FC, Júbilo Iwata, BEC Tero Sasana i Oita Trinita.